# Ex'Act
Ex'Act (estilizado como EX'ACT) es el tercer álbum de estudio de la boy band sino-coreana EXO, publicado por SM Entertainment y distribuido por KT Music el 9 de junio de 2016. El disco fue relanzado como Lotto el 18 de agosto del mismo año. Ex'Act es el tercer álbum del grupo en vender más de un millón de copias y en recibir los premios como «álbum del año» en los Mnet Asian Music Awards y un «daesang» en los Golden Disc Awards.

## Antecedentes y lanzamiento
El 31 de mayo de 2016, EXO anunció que lanzaría su tercer álbum de estudio. El 2 de junio, fue revelado que el título de álbum sería Ex'Act y que EXO estaría promocionando dos sencillos, «Lucky One» y «Monster», con diferentes conceptos visuales que corresponden a las dos versiones de embalajes físicas para el álbum.
El 7 de junio de 2016, se reveló que varios productores destacables en la industria surcoreana, incluyendo a Kenzie, The Stereotypes y Dem Jointz participaron en la producción del álbum, y uno de los integrante del grupo, Chanyeol, coescribió la letra de la canción «Heaven». Ex'Act y los dos vídeos musicales de «Lucky One» y «Monster» se lanzaron el 9 de junio.
Una reedición del disco, titulada Lotto, fue lanzada el 17 de agosto de 2016. Esta edición contiene cuatro nuevas canciones, incluyendo «Lotto», «Can't Bring Me Down», «She's Dreaming», escrita por Chen, y un remix de «Monster» producido por LDN Noise.

## Promoción
Un showcase promocional para Ex'Act, se celebró en el Parque Olímpico en Seúl el 8 de junio de 2016. EXO comenzó a interpretar el sencillo del álbum en programas musicales de Corea del Sur el 9 de junio. Los integrantes se embarcaron en la gira mundial EXO Planet 3 ─ The EXO'rDIUM para la promoción del disco.
EXO comenzó a promocionar la reedición, interpretando «Lotto» en los programas musicales a partir del 19 de agosto. Kai, un integrante del grupo, estuvo ausente en la promoción del disco debido a una lesión sufrida durante la gira. «Lotto» fue considerado «no apto para su transmisión» por los canales de televisión KBS, MBC y Mnet, promocionándose así con la letra modificada y el título alternativo «Louder» en esas emisoras.

## Éxito comercial
Antes de su lanzamiento, Ex'Act rompió el récord como el disco más prevendido con 660 000 copias vendidas, lo que lo convirtió en el álbum de K-pop más reservado de todos los tiempos en ese momento. Tres días después de su lanzamiento, Ex'Act se convirtió en el álbum de mayor venta en la historia de Hanteo, con casi medio millón de copias vendidas en una semana, rompiendo el récord que anteriormente poseía el grupo con su segundo miniálbum, Sing for You. Las versiones coreana y china del álbum debutaron, respectivamente, en la primera y segunda posición de Gaon Albums Chart. La edición del álbum con ambas versiones combinadas se ubicó en el segundo puesto de World Albums Chart de Billboard.
Las versiones coreana y china de Lotto se ubicaron en el primer y segundo puesto de Gaon Albums Chart al igual que la versión original. En agosto de 2016, Ex'Act totalizó más de 1 130 000 copias vendidas, siendo el tercer álbum de estudio consecutivo de EXO en vender más de 1 millón de copias.

## Lista de canciones
| Ex'Act – Versión coreana |                                                          |                                         | |          |  |
| N.º                      | Título                                                   | Letras                                  | Música | Duración |  |
| 1.                       | «Lucky One»                                              | JQ, Seolim, Choi Jin-seon, Jang Yeo-jin | LDN Noise, Andrew Cho, Adrian Mckinnon | 3:47     |  |
| 2.                       | «Monster»                                                | Kenzie, Deepflow                        | Kenzie, LDN Noise, Rodnae "Chikk" Bell | 3:41     |  |
| 3.                       | «Artificial Love»                                        | JQ, Seolim, Ji Ye-won                   | Timothy "Bos" Bullock, Adrian Mckinnon, Tay Jasper, ZMC                                                                                               | 4:05     |  |
| 4.                       | «Cloud 9»                                                | Misfit                                  | Dem Jointz, Ericka Coulter, Deez, Ryan S. Jhun | 4:01     |  |
| 5.                       | «Heaven»                                                 | Chanyeol, Min Yeon-jae                  | The Stereotypes, Clarence Coffee Jr., Kim Tae-seong                                                                                                   | 3:45     |  |
| 6.                       | «White Noise» (백색소음)                                 | Seo Ji-eum                              | LDN Noise, Adrian Mckinnon, Rodnae "Chikk" Bell | 3:32     |  |
| 7.                       | «One and Only» (유리어항)                                | Park Seong-hee                          | Joe "Joe Millionaire" Foster, Carl "Chips" Days Jr., Otha "Vakseen" Davis III                                                                         | 3:49     |  |
| 8.                       | «They Never Know»                                        | Jo Yoon-kyung                           | Paul "MARZ" Thompson, De-Capo Music Group & Rod Bonner, Jamil "Digi" Chammas, Adrian Mckinnon, Tay Jasper, Leven Kali, Otha "Vakseen" Davis III, MZMC | 3:33     |  |
| 9.                       | «Stronger» (interpretada por Suho, Baekhyun, Chen, D.O.) | Jung Joo-hee, Agnes Shin                | Andreas Öberg, Gustav Karlstrom | 3:39     |  |
| 10.                      | «Lucky One» (Instrumental)                               |                                         | LDN Noise, Andrew Choi, Adrian Mckinnon | 3:47     |  |
| 11.                      | «Monster» (Instrumental)                                 |                                         | Kenzie, LDN Noise, Rodnae "Chikk" Bell | 3:40     |  |
| 41:19                    |                                                          |                                         | |          |  |

| Ex'Act – Versión china |                                                         |                                                         | |          |  |
| N.º                    | Título                                                  | Letras                                                  | Música | Duración |  |
| 1.                     | «Lucky One»                                             | JQ, Seolim, Choi Jin-seon, Jang Yeo-jin, Shim Baek-saek | LDN Noise, Andrew Cho, Adrian Mckinnon | 3:47     |  |
| 2.                     | «Monster»                                               | Kenzie, Deepflow, Yeok Ga-yang                          | Kenzie, LDN Noise, Rodnae "Chikk" Bell | 3:41     |  |
| 3.                     | «Artificial Love»                                       | JQ, Seolim, Ji Ye-won, Dom.T                            | Timothy "Bos" Bullock, Adrian Mckinnon, Tay Jasper, ZMC                                                                                               | 4:05     |  |
| 4.                     | «Cloud 9»                                               | Misfit, Im Heun-yeob                                    | Dem Jointz, Ericka Coulter, Deez, Ryan S. Jhun | 4:01     |  |
| 5.                     | «Heaven»                                                | Chanyeol, Min Yeon-jae, Wang Jung-un                    | The Stereotypes, Clarence Coffee Jr., Kim Tae-seong                                                                                                   | 3:45     |  |
| 6.                     | «White Noise» (白色噪音)                                | Seo Ji-eum, Ryu Wi-an                                   | LDN Noise, Adrian Mckinnon, Rodnae "Chikk" Bell | 3:32     |  |
| 7.                     | «One and Only» (玻璃鱼缸)                               | Park Seong-hee, Ryu Wi-an                               | Joe "Joe Millionaire" Foster, Carl "Chips" Days Jr., Otha "Vakseen" Davis III                                                                         | 3:49     |  |
| 8.                     | «They Never Know»                                       | Jo Yoon-kyung, Wang Jung-un                             | Paul "MARZ" Thompson, De-Capo Music Group & Rod Bonner, Jamil "Digi" Chammas, Adrian Mckinnon, Tay Jasper, Leven Kali, Otha "Vakseen" Davis III, MZMC | 3:33     |  |
| 9.                     | «Stronger» (interpretada por Lay, Baekhyun, Chen, D.O.) | Jung Joo-hee, Agnes Shin                                | Andreas Öberg, Gustav Karlstrom | 3:39     |  |
| 10.                    | «Lucky One» (Instrumental)                              |                                                         | LDN Noise, Andrew Choi, Adrian Mckinnon | 3:47     |  |
| 11.                    | «Monster» (Instrumental)                                |                                                         | Kenzie, LDN Noise, Rodnae "Chikk" Bell | 3:40     |  |
| 41:19                  |                                                         |                                                         | |          |  |

| Lotto – Versión coreana |                                                                              |                                         | |          |  |
| N.º                     | Título                                                                       | Letras                                  | Música | Duración |  |
| 1.                      | «Lotto»                                                                      | JQ, Seolim, Jo Yoon Kyung, Kim Min-ji   | LDN Noise, Adrian McKinnon, Rodnae "Chikk" Bell | 3:16     |  |
| 2.                      | «Lucky One»                                                                  | JQ, Seolim, Choi Jin-seon, Jang Yeo-jin | LDN Noise, Andrew Cho, Adrian Mckinnon | 3:47     |  |
| 3.                      | «Monster»                                                                    | Kenzie, Deepflow                        | Kenzie, LDN Noise, Rodnae "Chikk" Bell | 3:41     |  |
| 4.                      | «Artificial Love»                                                            | JQ, Seolim, Ji Ye-won                   | Timothy "Bos" Bullock, Adrian Mckinnon, Tay Jasper, ZMC                                                                                               | 4:05     |  |
| 5.                      | «Can't Bring Me Down»                                                        | Kim Young-hoo                           | Droyd, Adrian Mckinnon, Tay Jasper, Kameron `Grae` Alexander, Otha "Vakseen" Davis, IIIMZMC                                                           | 3:06     |  |
| 6.                      | «Cloud 9»                                                                    | Misfit                                  | Dem Jointz, Ericka Coulter, Deez, Ryan S. Jhun | 4:01     |  |
| 7.                      | «Heaven»                                                                     | Chanyeol, Min Yeon-jae                  | The Stereotypes, Clarence Coffee Jr., Kim Tae-seong                                                                                                   | 3:45     |  |
| 8.                      | «She's Dreaming» (꿈; interpretada por Suho, Baekhyun, Chanyeol, Chen, D.O.) | Chen                                    | Jay Kim, Erin Kim, Im Kwang-wook (Devine Kei) | 4:06     |  |
| 9.                      | «White Noise» (백색소음)                                                     | Seo Ji-eum                              | LDN Noise, Adrian Mckinnon, Rodnae "Chikk" Bell | 3:32     |  |
| 10.                     | «One and Only» (유리어항)                                                    | Park Seong-hee                          | Joe "Joe Millionaire" Foster, Carl "Chips" Days Jr., Otha "Vakseen" Davis III                                                                         | 3:49     |  |
| 11.                     | «They Never Know»                                                            | Jo Yoon-kyung                           | Paul "MARZ" Thompson, De-Capo Music Group & Rod Bonner, Jamil "Digi" Chammas, Adrian Mckinnon, Tay Jasper, Leven Kali, Otha "Vakseen" Davis III, MZMC | 3:33     |  |
| 12.                     | «Stronger» (interpretada por Suho, Baekhyun, Chen, D.O.)                     | Jung Joo-hee, Agnes Shin                | Andreas Öberg, Gustav Karlstrom | 3:39     |  |
| 13.                     | «Monster (LDN Noise Creeper Bass Remix)»                                     | Kenzie, Deepflow                        | Kenzie, LDN Noise, Rodnae "Chikk" Bell | 4:05     |  |
| 48:20                   |                                                                              |                                         | |          |  |

| Lotto – Versión coreana |                                                                             |                                                         | |          |  |
| N.º                     | Título                                                                      | Letras                                                  | Música | Duración |  |
| 1.                      | «Lotto»                                                                     | JQ, Seolim, Jo Yoon Kyung, Kim Min-ji                   | LDN Noise, Adrian McKinnon, Rodnae "Chikk" Bell | 3:16     |  |
| 2.                      | «Lucky One»                                                                 | JQ, Seolim, Choi Jin-seon, Jang Yeo-jin, Shim Baek-saek | LDN Noise, Andrew Cho, Adrian Mckinnon | 3:47     |  |
| 3.                      | «Monster»                                                                   | Kenzie, Deepflow, Yeok Ga-yang                          | Kenzie, LDN Noise, Rodnae "Chikk" Bell | 3:41     |  |
| 4.                      | «Artificial Love»                                                           | JQ, Seolim, Ji Ye-won, Dom.T                            | Timothy "Bos" Bullock, Adrian Mckinnon, Tay Jasper, ZMC                                                                                               | 4:05     |  |
| 5.                      | «Can't Bring Me Down»                                                       | Kim Young-hoo                                           | Droyd, Adrian Mckinnon, Tay Jasper, Kameron `Grae` Alexander, Otha "Vakseen" Davis, IIIMZMC                                                           | 3:06     |  |
| 6.                      | «Cloud 9»                                                                   | Misfit, Im Heun-yeob                                    | Dem Jointz, Ericka Coulter, Deez, Ryan S. Jhun | 4:01     |  |
| 7.                      | «Heaven»                                                                    | Chanyeol, Min Yeon-jae, Wang Jung-un                    | The Stereotypes, Clarence Coffee Jr., Kim Tae-seong                                                                                                   | 3:45     |  |
| 8.                      | «She's Dreaming» (梦; interpretada por Lay, Baekhyun, Chanyeol, Chen, D.O.) | Chen, Wang Ya-jun                                       | Jay Kim, Erin Kim, Im Kwang-wook (Devine Kei) | 4:06     |  |
| 9.                      | «White Noise» (白色噪音)                                                    | Seo Ji-eum, Ryu Wi-an                                   | LDN Noise, Adrian Mckinnon, Rodnae "Chikk" Bell | 3:32     |  |
| 10.                     | «One and Only» (玻璃鱼缸)                                                   | Park Seong-hee, Ryu Wi-an                               | Joe "Joe Millionaire" Foster, Carl "Chips" Days Jr., Otha "Vakseen" Davis III                                                                         | 3:49     |  |
| 11.                     | «They Never Know»                                                           | Jo Yoon-kyung, Wang Jung-un                             | Paul "MARZ" Thompson, De-Capo Music Group & Rod Bonner, Jamil "Digi" Chammas, Adrian Mckinnon, Tay Jasper, Leven Kali, Otha "Vakseen" Davis III, MZMC | 3:33     |  |
| 12.                     | «Stronger» (interpretada por Lay, Baekhyun, Chen, D.O.)                     | Jung Joo-hee, Agnes Shin, Zhou Wei Jie                  | Andreas Öberg, Gustav Karlstrom | 3:39     |  |
| 13.                     | «Monster (LDN Noise Creeper Bass Remix)»                                    | Kenzie, Deepflow                                        | Kenzie, LDN Noise, Rodnae "Chikk" Bell | 4:05     |  |
| 48:20                   |                                                                             |                                                         | |          |  |

## Posicionamiento en listas

### Ex'Act
| French Digital Albums (SNEP) | 165 |
| Japanese Albums (Oricon)     | 8   |
| South Korean Albums (Gaon)   | 1   |

| South Korean Albums (Gaon) | 2 |

| Japanese Albums (Oricon)   | 16 |
| South Korean Albums (Gaon) | 2  |

| South Korean Albums (Gaon) | 8 |

Versiones combinadas
| Lista (2016)                | Mejor posición |
| --------------------------- | -------------- |
| US World Albums (Billboard) | 2              |

### Lotto
Versión coreana
| South Korean Albums (Gaon) | 1 |

Versión china
| South Korean Albums (Gaon) | 2 |

## Historial de lanzamiento
| Región        | Fecha              | Formato              | Discográfica                 |
| ------------- | ------------------ | -------------------- | ---------------------------- |
| Corea del Sur | 9 de junio de 2016 | CD, descarga digital | S.M. Entertainment, KT Music |
| Todo el mundo | 9 de junio de 2016 | Descarga digital     | S.M. Entertainment           |